# Saint-Estève-Janson
Saint-Estève-Janson is een gemeente in het Franse departement Bouches-du-Rhône (regio Provence-Alpes-Côte d'Azur) en telt 302 inwoners (1999). De plaats maakt deel uit van het arrondissement Aix-en-Provence.
Het dorpje is gelegen aan de Durance.

## Geografie
De oppervlakte van Saint-Estève-Janson bedraagt 8,7 km², de bevolkingsdichtheid is 34,7 inwoners per km².
De onderstaande kaart toont de ligging van Saint-Estève-Janson met de belangrijkste infrastructuur en aangrenzende gemeenten.

## Demografie
Onderstaande figuur toont het verloop van het inwonertal (bron: INSEE-tellingen).
Vanwege een beveiligingsprobleem met de MediaWiki Graph-software is het momenteel niet mogelijk deze grafiek weer te geven. Zodra de software is bijgewerkt zal de grafiek vanzelf weer zichtbaar worden.